# Коральник
Коральник (Callaeas) — рід горобцеподібних птахів родини коральникових (Callaeidae). Включає 2 види.

## Поширення
Ендеміки Нової Зеландії.

## Опис
Птахи завдовжки 38 см та вагою 230 г. Оперення сірого забарвлення. В основі дзьоба є яскраві вирости шкіри помаранчевого або синього забарвлення. Лице чорного забарвлення. Дзьоб чорний і порівняно короткий.

## Види
- Коральник червонощокий (Callaeas cinereus)
- Коральник синьощокий (Callaeas wilsoni)